# Santigold
Santigold (* 25. September 1976 als Santi White; bis 2009 bekannt als Santogold) ist eine US-amerikanische Sängerin und Songwriterin.

## Biografie
Santi White besuchte in Philadelphia die Germantown Friends School. Anschließend ging sie auf die Wesleyan University, an der sie einen Abschluss in Musik und African American studies machte. In den 1990ern nahm sie das Pseudonym Santogold an, den von einem Freund genutzten Spitznamen für sie. Anfänglich arbeitete sie für Epic Records, bis sie diese Stellung verließ, um an Res’ Album How I Do zu arbeiten. 2003 starb ihr Vater an Krebs. Danach ging sie nach New York und sang bei der Punkrock-Band Stiffed.
Ihr Bestreben ist es, ein eigenes Musikgenre zu erfinden, welches sich aus den musikalischen Einflüssen ihrer Jugend sowie ihren eigenen Soundvorstellungen zusammensetzt. 

„Früher nahm mich mein Vater schon auf Konzerte mit. Damals habe ich bereits Nina Simone und Fela Kuti mit seinen 27 nackten Frauen auf der Bühne gesehen. Meine ältere Schwester hat oft Musik von Bad Brains, The Smiths und allgemein den klassischen Rocksound gehört. Dann gab es an meiner Schule die Leute, die The Cure oder die Talking Heads gehört haben. All das findet sich in Santogold wieder. Ich verbinde diese Einflüsse mit meinem eigenen Output um letztendlich meinen eigenen Stil zu prägen.“

Im Februar 2009 unterlag die bis dahin unter dem Namen Santogold bekannte Künstlerin in einem Namensrechtstreit und benannte sich in Santigold um. Seit 2011 hat Santigold einen Managementvertrag mit dem Unternehmen Roc Nation. Dessen Besitzer Jay-Z hatte mit Brooklyn Go Hard einen Chart-Hit, der auf Santigolds Song Shove It basiert.
Auf ihrem Album Master of My Make-Believe (2012) wurde Santigold beim Song Go! von der Rocksängerin Karen O (Yeah Yeah Yeahs) unterstützt. Sie zitierte visuell (Thronbild-Cover) wie textlich („all the way to Paris“) Motive aus dem Album Watch the Throne von Jay-Z und Kanye West. Der Titel Disparate Youth aus dem Album Master of My Make-Believe wurde 2012 vom deutschen Mobilfunkanbieter Vodafone für dessen TV-Werbung genutzt, der Titel Big Mouth aus demselben Album vom deutschen Hersteller von elektrischen Kleingeräten Braun.
Im Juli 2018 veröffentlichte Santigold das vom Dancehall beeinflusste Überraschungsmixtape „I Don‘t Want: The Gold Fire Sessions“.
Santigold lebt im New Yorker Stadtteil Brooklyn.

## Diskografie

### Studioalben
- 2008: Santogold
- 2012: Master of My Make-Believe
- 2016: 99¢
- 2018: I Don’t Want: The Gold Fire Sessions
- 2022: Spirituals

### EPs
- 2009: iTunes: Live from SoHo

### Mixtapes
- 2008: Top Ranking: A Diplo Dub (mit Diplo)

### Singles als Leadmusikerin
- 2007: Creator
- 2008: L.E.S. Artistes
- 2008: My Drive Thru (mit Julian Casablancas & N.E.R.D)
- 2008: Lights Out
- 2008: Say Aha
- 2009: Hold the Line (feat. Major Lazer & Mr. Lex)
- 2010: Please Don’t (mit David Byrne & Fatboy Slim)
- 2011: Go (feat. Karen O)
- 2011: After Party (feat. The Lonely Island)
- 2012: Big Mouth
- 2012: Disparate Youth
- 2012: The Keepers
- 2015: Radio
- 2015: Can’t Get Enough of Myself (feat. B.C.)
- 2015: Who Be Lovin’ Me (feat. ILoveMakonnen)
- 2016: Chasing Shadows
- 2016: Banshee
- 2018: Run the Road

### Singles als Gastsängerin
- 2009: Gifted (N.A.S.A. feat. Kanye West, Santogold & Lykke Li)
- 2011: Don’t Play No Game That I Can’t Win (Beastie Boys feat. Santigold)
- 2011: Car Song (Spank Rock feat. Santigold)
- 2018: Worry No More (Diplo feat. Lil Yachty & Santigold)
- 2018: Glad I Tried (Matt & Kim feat. Kevin Ray, Travis Hawley & Santigold)

## Belege
1. 1 2  Chartquellen: DE AT CH UK US
2. ↑  Auszeichnungen für Musikverkäufe: UK
3. ↑  Santigold Prepares to Release a New Album. NYTimes.com, 29. April 2012, abgerufen am 12. Juni 2012.
4. ↑  musicbase.de: Santogold Portrait. Archiviert vom Original (nicht mehr online verfügbar) am 11. Mai 2009; abgerufen am 15. April 2012.  Info: Der Archivlink wurde automatisch eingesetzt und noch nicht geprüft. Bitte prüfe Original- und Archivlink gemäß Anleitung und entferne dann diesen Hinweis.
5. ↑  byte.fm: Santogold jetzt Santigold (Memento vom 11. Mai 2009 im Internet Archive), 13. Februar 2009
6. 1 2  Santigold mit neuem Album – Frau Whites Gespür für Beats, Süddeutsche Zeitung vom 4. Mai 2012.
7. ↑  Bjoern Freiberger: Braun Silk-épil 9 Flex: Song aus der Werbung, popkultur.de (aktuelle Fassung vom 6. Mai 2020)
8. ↑  Santigold veröffentlicht Überraschungsmixtape - ByteFM Blog. Abgerufen am 20. August 2018 (deutsch).
9. ↑  Santigold veröffentlicht neuen Song "Radio"